# Diocesi di Queenstown
La diocesi di Queenstown (in latino: Dioecesis Civitatis Reginae seu Queenstovensis) è una sede della Chiesa cattolica in Sudafrica suffraganea dell'arcidiocesi di Città del Capo. Nel 2022 contava 61.022 battezzati su 2.776.130 abitanti. È retta dal vescovo Paul Siphiwo Vanqa, S.A.C.

## Territorio
La diocesi comprende il territorio dei seguenti distretti magisteriali nella provincia del Capo Orientale: Queenstown, Cathcart, Stutterheim, Tarka, Hofmeyr, Glen Grey, Stockenström, Maraisburg, St Mark's, Tsomo, Ngqamakhwe, Butterworth, Dutywa, Centane e Willowvale.
Sede vescovile è la città di Komani, chiamata Queenstown fino al 2016, dove si trova la cattedrale di Cristo Re.
Il territorio è suddiviso in 17 parrocchie, raggruppate in 3 decanati.

## Storia
Nel 1927 un gruppo di missionari pallottini tedeschi che era stato espulso dal Camerun dalle autorità coloniali francesi, giunse in questa regione del Sudafrica su invito del delegato apostolico Bernard Gijlswijk. Tuttavia, il vicariato apostolico del Capo di Buona Speranza, Distretto orientale, guidato dall'irlandese Hugh McSherry, accolse con diffidenza i nuovi missionari e pretese che la loro attività fosse limitata ai non europei. L'erezione di una missione sui iuris indipendente riconobbe ai pallottini un'effettiva libertà missionaria. 
La missione sui iuris di Queenstown fu eretta il 20 febbraio 1929 con il breve Ut Evangelium di papa Pio XI, ricavandone il territorio dal vicariato apostolico del Capo di Buona Speranza, Distretto orientale (oggi diocesi di Port Elizabeth).
Il 9 aprile 1934 in forza della bolla Libenti animo del medesimo papa Pio XI cedette una porzione del suo territorio alla prefettura apostolica di Gariep (oggi diocesi di Aliwal).
Gli inizi della missione furono particolarmente duri, soprattutto per la mancanza di supporto finanziario dall'Europa. Per affrontare le spese del funerale del primo superiore della missione Franz Josef Vogel, morto per un infarto causato dallo stress, i pallottini furono costretti ad accendere un mutuo. 
Il 29 marzo 1938 la missione sui iuris fu elevata a prefettura apostolica, che fu elevata ancora a vicariato apostolico il 9 aprile 1948 con la bolla Digna plane di papa Pio XII.
Infine, il vicariato apostolico è stato elevato al rango di diocesi l'11 gennaio 1951 con la bolla Suprema Nobis dello stesso papa Pio XII.
Il 7 febbraio 1952 la diocesi si è ampliata, includendo territori che erano appartenuti alla diocesi di Umtata.
Con Johannes Baptista Rosenthal prese avvio un progetto sistematico che diede a questa circoscrizione ecclesiastica strutture parrocchiali e scolastiche. Riuscì nella costruzione di chiese parrocchiali e della stessa cattedrale; fondò l'ospedale di Glen Gray, eresse il seminario e istituì un centro per l'istruzione dei catechisti a Lumko.

## Cronotassi dei vescovi
Si omettono i periodi di sede vacante non superiori ai 2 anni o non storicamente accertati.
- Franz Josef Vogel, S.A.C. † (20 febbraio 1929 - 11 maggio 1935 deceduto)
- John Baptist Rosenthal, S.A.C. † (1937 - 3 febbraio 1972 dimesso)
- Johannes Baptista Rosner, S.A.C. † (3 febbraio 1972 - 3 febbraio 1984 ritirato)
- Herbert Nikolaus Lenhof, S.A.C. † (3 febbraio 1984 - 16 novembre 2009 dimesso)
- Dabula Anthony Mpako (23 maggio 2011 - 30 aprile 2019 nominato arcivescovo di Pretoria)
- Paul Siphiwo Vanqa, S.A.C., dal 3 marzo 2021[1]

## Statistiche
La diocesi nel 2022 su una popolazione di 2.776.130 persone contava 61.022 battezzati, corrispondenti al 2,2% del totale.
| anno | popolazione | popolazione | popolazione | presbiteri | presbiteri | presbiteri | presbiteri                | diaconi | religiosi | religiosi | parrocchie |
| anno | battezzati  | totale      | %           | numero     | secolari   | regolari   | battezzati per presbitero | diaconi | uomini    | donne     | parrocchie |
| ---- | ----------- | ----------- | ----------- | ---------- | ---------- | ---------- | ------------------------- | ------- | --------- | --------- | ---------- |
| 1969 | 18.815      | 906.950     | 2,1         | 38         | 5          | 33         | 495                       |         | 48        | 148       | 25         |
| 1980 | 34.694      | 1.050.000   | 3,3         | 58         | 31         | 27         | 598                       |         | 34        | 98        |            |
| 1990 | 44.000      | 1.235.000   | 3,6         | 21         | 3          | 18         | 2.095                     |         | 21        | 93        | 5          |
| 1999 | 50.000      | 1.650.000   | 3,0         | 21         | 6          | 15         | 2.380                     | 2       | 18        | 60        |            |
| 2000 | 50.000      | 1.800.000   | 2,8         | 19         | 6          | 13         | 2.631                     | 2       | 16        | 63        |            |
| 2001 | 55.000      | 1.900.000   | 2,9         | 19         | 5          | 14         | 2.894                     | 5       | 16        | 58        |            |
| 2002 | 61.886      | 2.110.000   | 2,9         | 17         | 5          | 12         | 3.640                     | 5       | 14        | 32        |            |
| 2003 | 56.000      | 2.110.000   | 2,7         | 17         | 5          | 12         | 3.294                     | 5       | 14        | 28        |            |
| 2004 | 56.000      | 2.110.000   | 2,7         | 17         | 6          | 11         | 3.294                     | 4       | 12        | 28        |            |
| 2010 | 52.600      | 2.278.000   | 2,3         | 23         | 11         | 12         | 2.286                     | 10      | 13        | 22        |            |
| 2014 | 54.700      | 2.370.000   | 2,3         | 21         | 12         | 9          | 2.604                     | 9       | 10        | 23        |            |
| 2017 | 57.700      | 2.540.760   | 2,3         | 22         | 12         | 10         | 2.622                     | 8       | 12        | 20        |            |
| 2020 | 59.350      | 2.700.000   | 2,2         | 19         | 9          | 10         | 3.123                     | 8       | 13        | 18        |            |
| 2022 | 61.022      | 2.776.130   | 2,2         | 17         | 9          | 8          | 3.589                     | 7       | 11        | 17        | 17         |